# Pèiraficha (Losera)
Pèiraficha (en francès Pierrefiche) és un municipi francès situat al departament del Losera i a la regió d'Occitània.